# 藤田昌彦
藤田 昌彦（ふじた まさひこ、1956年3月23日 - ）は東京都出身の熱気球競技選手、冒険家。熱気球の販売・レンタル及び熱気球を用いた広告宣伝の企画運営等を行う有限会社バルーンカンパニーの代表取締役。息子は同じく熱気球競技選手で日本人初の世界選手権優勝者である藤田雄大。

## 略歴
東京都立松原高等学校在校時に梅棹エリオによる日本初の熱気球有人飛行成功の体験記に触れ気球に興味を持ち、国際商科大学に進学後、仲間を募って気球を自作し飛行に成功した。大学卒業後は熱気球競技の盛んなアメリカに一年間渡り技術を磨き、帰国してからは熱気球文化の根ざすヨーロッパをはじめ世界各国の気球大会に参加しつつ国内の大会にも参戦。1989年、2000年と2回の日本選手権優勝、熱気球ホンダグランプリ3連覇、熱気球ワールドホンダグランプリ優勝、日本人初のワールドエアゲームス金メダルなどの成績を上げ日本熱気球界で「世界の藤田」と呼ばれる存在となる。飛行経験のある国は29か国に上る。
また競技と並行して冒険飛行にも挑戦し、1992年には日本初の宇宙飛行経験者である秋山豊寛を同乗させて世界初の熱気球によるベーリング海峡横断飛行に成功。2011年には複数機の熱気球によるキリマンジャロ横断フライトに世界で初めて成功した。2013年にはアルプス山脈を約400キロにわたって横断するロングフライトも果たしている。
競技分野で2001年財団法人日本航空協会「航空スポーツ賞」、日本気球連盟「イカロス賞」を受賞。冒険家として2015年にファウスト冒険家賞を息子雄大と共に受賞した。

## 主な大会記録
日本選手権優勝2回（1989、2000）
日本ホンダグランプリ総合優勝8回（1993～1995、1997、1998、2000、2001、2005）
ワールドエアゲームス熱気球部門金メダル（2001）
- 1988年　オーストリア建国100周年大会3位[6]
- 1992年　スペイングランプリ部門優勝、中国インターナショナル部門優勝[6]
- 1994年  スイス・シャトーデー(アルプス越え)　部門優勝[6]
- 1995年  フィリピンインターナショナル3連覇(～97年)[6]
- 1997年  韓国インターナショナル優勝[6]
- 2000年  ホンダワールドグランプリ優勝[6]
- 2004年　熱気球世界選手権(オーストラリア)5位入賞[6]
- 2006年　熱気球世界選手権(日本)9位入賞[6]
- 2008年　熱気球世界選手権(オーストリア)14位（世界初の親子参加）[6]